# Unione Sportiva Triestina 1947-1948
Questa voce raccoglie le informazioni riguardanti l'Unione Sportiva Triestina nelle competizioni ufficiali della stagione 1947-1948.

## Stagione
Ripescata "per motivi patriottici" dopo la travagliata stagione precedente, la Triestina affidò la direzione tecnica della squadra all'ex giocatore Nereo Rocco, il quale ebbe a che fare con calciatori maturi come Guglielmo Trevisan e Mario Tosolini o reduci da stagioni non particolarmente brillanti, come Bruno Ispiro e Antonio Sessa.
Impostando un assetto simile al sistema, ma caratterizzato da una maggior propensione difensiva (catenaccio) la Triestina, nonostante un avvio stentato (tre punti in quattro partite) che fece vacillare la panchina di Rocco, acquistò continuità nei risultati e concluse la stagione al secondo posto dietro ai campioni del Grande Torino.

## Divise
La divisa casalinga, completamente rossa con i calzoncini bianchi, aveva il collo a polo chiuso dai lacci e sul petto a sinistra lo stemma societario.
| Manica sinistra · Maglietta · Maglietta · Manica destra · Pantaloncini · Calzettoni |

## Rosa
| N. |                   | Ruolo | Calciatore       |
| -- | ----------------- | ----- | ---------------- |
|    | Italia (bandiera) | P     | Guerrino Striuli |
|    | Italia (bandiera) | P     | Aldo Vitti       |
|    | Italia (bandiera) | D     | Dino Antonini    |
|    | Italia (bandiera) | D     | Ivano Blason     |
|    | Italia (bandiera) | D     | Enrico Radio     |
|    | Italia (bandiera) | D     | Antonio Sessa    |
|    | Italia (bandiera) | D     | Corrado Zorzin   |
|    | Italia (bandiera) | C     | Gerardo Bernard  |
|    | Italia (bandiera) | C     | Euro Giannini    |

| N. |                   | Ruolo | Calciatore         |
| -- | ----------------- | ----- | ------------------ |
|    | Italia (bandiera) | C     | Mario Mlacher      |
|    | Italia (bandiera) | C     | Cesare Presca      |
|    | Italia (bandiera) | C     | Mario Tosolini     |
|    | Italia (bandiera) | C     | Guglielmo Trevisan |
|    | Italia (bandiera) | A     | Mario Begni        |
|    | Italia (bandiera) | A     | Antonio Gordini    |
|    | Italia (bandiera) | A     | Bruno Ispiro       |
|    | Italia (bandiera) | A     | Licio Rossetti     |

## Calciomercato
| Acquisti | Acquisti           | Acquisti | Acquisti |
| R.       | Nome               | da       | Modalità |
| -------- | ------------------ | -------- | -------- |
| P        | Aldo Vitti         | Ponziana |          |
| D        | Antonio Sessa      | Lazio    |          |
| C        | Mario Tosolini     | Milan    |          |
| C        | Guglielmo Trevisan | Genoa    |          |
| C        | Euro Giannini      | Ponziana |          |
| A        | Antonio Gordini    | Spezia   |          |
| A        | Bruno Ispiro       | Lazio    |          |
| A        | Mario Begni        | Fanfulla |          |

| Cessioni | Cessioni          | Cessioni         | Cessioni |
| R.       | Nome              | da               | Modalità |
| -------- | ----------------- | ---------------- | -------- |
| P        | Bruno Bacchetti   | Libertas Trieste |          |
| D        | Edy Gratton       | Milan            |          |
| D        | Carlo Codnig      | Pro Gorizia      |          |
| C        | Alberto Milli     | Pro Gorizia      |          |
| C        | Marino Bergamasco | Pro Gorizia      |          |
| C        | Ermanno Englaro   | Libertas Trieste |          |
| C        | Angelo Solazzo    | Libertas Trieste |          |
| A        | Mario Urbani      | Pro Gorizia      |          |
| A        | Giuseppe Persi    | Udinese          |          |
| A        | Federico Zanolla  | Spezia           |          |

## Risultati

### Serie A

#### Girone di andata
| Arbitro: | Valsecchi (Milano) |

|                        |           |                        |
| Calichio 60’ Bello 69’ | Marcatori | 2’ Mlacher 8’ Tosolini |

| Arbitro: | Codeluppi (Lodi) |

|                    |           |              |
| Stua 40’ Dante 60’ | Marcatori | 27’ Rossetti |

| Trieste 5 ottobre 1947 | Triestina        | 0 – 0 | Salernitana | Stadio Comunale\| Arbitro: \| Silvano (Torino) \| |
| Arbitro:               | Silvano (Torino) |       |             |                                                   |

| Arbitro: | Massironi (Milano) |

|              |           |            |
| Rossetti 89’ | Marcatori | 24’ Cavone |

| Arbitro: | Zelocchi (Modena) |

|  |           |           |
|  | Marcatori | 25’ Begni |

| Arbitro: | Guarda (Venezia) |

|                        |           |  |
| Rossetti 4’ Ispiro 68’ | Marcatori |  |

| Arbitro: | Camiolo (Milano) |

|                 |           |           |
| Clocchiatti 77’ | Marcatori | 82’ Begni |

| Arbitro: | Bonivento (Venezia) |

|                                          |           |              |
| Bonelli 28’ Antoniotti 44’ Cavigioli 74’ | Marcatori | 30’ Trevisan |

| Arbitro: | Carpani (Milano) |

|                        |           |           |
| Begni 26’ Tosolini 66’ | Marcatori | 87’ Vidal |

| Arbitro: | Maurelli (Roma) |

|            |           |  |
| Ispiro 35’ | Marcatori |  |

| Bologna 7 dicembre 1947 | Bologna          | 0 – 0 | Triestina | Stadio Comunale\| Arbitro: \| Coppolone (Bari) \| |
| Arbitro:                | Coppolone (Bari) |       |           |                                                   |

| Arbitro: | Pera (Firenze) |

|            |           |  |
| Ispiro 87’ | Marcatori |  |

| Arbitro: | Tassini (Verona) |

|                                                                             |           |  |
| Gabetto 32’ Menti II 48’, 73’ (rig.) Loik II 50’ Ferraris II 65’ Maroso 90’ | Marcatori |  |

| Modena 1º gennaio 1947 | Modena             | 0 – 0 | Triestina | Stadio Comunale\| Arbitro: \| Canavesio (Torino) \| |
| Arbitro:               | Canavesio (Torino) |       |           |                                                     |

| Arbitro: | Marchetti (Milano) |

|              |           |  |
| Tosolini 67’ | Marcatori |  |

| Arbitro: | Camiolo (Milano) |

|                   |           |           |
| Coscia 86’ (rig.) | Marcatori | 33’ Begni |

| Arbitro: | Cambi (Livorno) |

|                         |           |  |
| Ispiro 17’ Tosolini 32’ | Marcatori |  |

| Arbitro: | Bernardi (Bologna) |

|            |           |  |
| Blason 49’ | Marcatori |  |

| Arbitro: | Poggipollini (Ferrara) |

|            |           |              |
| Arezzi 52’ | Marcatori | 33’ Tosolini |

| Arbitro: | Galeati (Bologna) |

|              |           |              |
| Trevisan 14’ | Marcatori | 59’ Miglioli |

#### Girone di ritorno
| Arbitro: | Pera (Firenze) |

|                |           |  |
| Begni 47’, 60’ | Marcatori |  |

| Arbitro: | Carpani (Milano) |

|              |           |             |
| Tosolini 20’ | Marcatori | 74’ De Vito |

| Arbitro: | Camiolo (Milano) |

|                  |           |                                 |
| Sifredi 29’, 51’ | Marcatori | 8’ Tosolini 86’ (aut.) Dagianti |

| Bari 14 marzo 1948 | Bari            | 0 – 0 | Triestina | Stadio della Vittoria\| Arbitro: \| Cambi (Livorno) \| |
| Arbitro:           | Cambi (Livorno) |       |           |                                                        |

| Arbitro: | Orlandini (Roma) |

|                  |           |  |
| Parola 4’ (aut.) | Marcatori |  |

| Arbitro: | Pera (Firenze) |

|               |           |             |
| Puricelli 26’ | Marcatori | 2’ Rossetti |

| Arbitro: | Cicardi (Lecco) |

|                                               |           |           |
| Blason 9’ Trevisan 16’ Begni 68’ Tosolini 75’ | Marcatori | 76’ Conti |

| Arbitro: | Canavesio (Torino) |

|                                  |           |                    |
| Gordini 31’, 84’ Ispiro 42’, 55’ | Marcatori | 51’ (rig.) Turconi |

| Arbitro: | Corallo (Lecce) |

|                            |           |             |
| Magrini 25’ Penzo 58’, 70’ | Marcatori | 42’ Gordini |

| Arbitro: | Dattilo (Roma) |

|                     |           |              |
| Acconcia 2’ Gei 67’ | Marcatori | 28’ Rossetti |

| Arbitro: | Boffardi (Genova) |

|           |           |  |
| Begni 30’ | Marcatori |  |

| Arbitro: | Savio (Torino) |

|                    |           |           |
| Begnini 76’ (rig.) | Marcatori | 46’ Begni |

| Trieste 23 maggio 1948 | Triestina        | 0 – 0 | Torino | Stadio Comunale\| Arbitro: \| Camiolo (Milano) \| |
| Arbitro:               | Camiolo (Milano) |       |        |                                                   |

| Arbitro: | Carpani (Milano) |

|            |           |  |
| Ispiro 12’ | Marcatori |  |

| Arbitro: | Canavesio (Torino) |

|                  |           |  |
| Di Benedetti 11’ | Marcatori |  |

| Arbitro: | Bergomi (Milano) |

|                          |           |            |
| Rossetti 5’ Trevisan 35’ | Marcatori | 64’ Armano |

| Arbitro: | Canavesio (Torino) |

|          |           |                                        |
| Losi 27’ | Marcatori | 19’ Ispiro 25’ (aut.) Contin 78’ Begni |

| Arbitro: | Bertolio (Torino) |

|                          |           |              |
| Grisanti 54’ Verdeal 56’ | Marcatori | 46’ Trevisan |

| Arbitro: | Gamba (Pozzuoli) |

|                                                |           |                                        |
| Trevisan 11’ Ispiro 15’ Tosolini 41’ Begni 84’ | Marcatori | 7’ Lorenzi 61’ Muci 70’ (rig.) Simatoc |

| Arbitro: | Neri (Vicenza) |

|                                                |           |              |
| Astorri 32’ Fabbri V 37’ Korostolev 74’ (rig.) | Marcatori | 86’ Trevisan |

## Statistiche

### Statistiche di squadra
| Competizione | Punti | In casa | In casa | In casa | In casa | In casa | In casa | In trasferta | In trasferta | In trasferta | In trasferta | In trasferta | In trasferta | Totale | Totale | Totale | Totale | Totale | Totale | DR |
| Competizione | Punti | G       | V       | N       | P       | Gf      | Gs      | G            | V            | N            | P            | Gf           | Gs           | G      | V      | N      | P      | Gf     | Gs     | DR |
| ------------ | ----- | ------- | ------- | ------- | ------- | ------- | ------- | ------------ | ------------ | ------------ | ------------ | ------------ | ------------ | ------ | ------ | ------ | ------ | ------ | ------ | -- |
| Serie A      | 49    | 20      | 15      | 5       | 0       | 32      | 10      | 20           | 2            | 10           | 8            | 19           | 32           | 40     | 17     | 15     | 8      | 51     | 42     | +9 |
| Totale       |       | 20      | 15      | 5       | 0       | 32      | 10      | 20           | 2            | 10           | 8            | 19           | 32           | 40     | 17     | 15     | 8      | 51     | 42     | +9 |

### Statistiche dei giocatori[3]
| Giocatore   | Serie A  | Serie A |
| Giocatore   | Presenze | Reti    |
| ----------- | -------- | ------- |
| M. Begni    | 37       | 11      |
| G. Bernard  | 11       | 0       |
| I. Blason   | 40       | 2       |
| E. Giannini | 17       | 0       |
| A. Gordini  | 5        | 3       |
| B. Ispiro   | 38       | 9       |
| M. Mlacher  | 5        | 1       |
| C. Presca   | 23       | 0       |
| E. Radio    | 40       | 0       |
| L. Rossetti | 37       | 6       |
| A. Sessa    | 40       | 0       |
| G. Striuli  | 40       | -42     |
| M. Tosolini | 36       | 9       |
| G. Trevisan | 33       | 8       |
| C. Zorzin   | 38       | 0       |